# 富士吉田都市圏
富士吉田都市圏（ふじよしだとしけん）は、山梨県富士吉田市を中心とする都市圏である。

## 概要
郡内地方では唯一、山梨県全体で2つある都市圏の1つである（他は国中地方にある甲府都市圏。かつては都留都市圏が存在していたが、現在は消滅している。なお、他にある郡内地方の市のうち、上野原市は東京都市雇用圏、大月市は関東大都市圏に含まれ、元々独自の都市圏を有していない）。
古くから富士信仰による富士山登山が活発な地域であり、1951年（昭和26年）による市町村合併により富士吉田市が誕生するとそこを中心にした都市圏が形成された。また、甲府都市圏より早く中央自動車道が開通し、また中央線快速の列車も早朝と夜間に富士急行線を介して乗り入れており、高速バスも中央高速バスが1時間に1 - 2本間隔で運行していることなど東京方面への往来が容易な地域である。一方、同じ県内の甲府都市圏へは鉄道では大月駅での乗り換えを強いられるほか、富士急バスによる路線バスも1時間に1 - 2本程度と多くなく、所要時間や運賃も富士山駅や河口湖駅から甲府駅（甲府駅バスターミナル）と新宿駅（バスタ新宿）とであまり差がない。道路も甲府都市圏と富士吉田都市圏の間に御坂山地があり、昔は峠越えを強いられてきたが近年では御坂峠にある新御坂トンネルや若彦トンネルの開通により所要時間が大幅に短縮されている。
富士山や富士五湖があることから富士吉田都市圏に本社を置く富士急行や富士観光開発によるリゾート開発が活発であり、富士急ハイランドをはじめスキー場やゴルフ場などが多く、またリゾート系の宿泊施設や別荘も多く点在する。ファナックの本社も都市圏内の忍野村にあり、地域経済に寄与している。
中心部である富士吉田市はかつて山梨県第2の都市であったが、国中地方の平成の大合併により現在は甲府市、甲斐市、南アルプス市、笛吹市に次ぐ5番目の都市となっている。富士吉田自体は1990年代より人口が減少に転じているが、都市圏に含まれる忍野村、富士河口湖町、山中湖村、鳴沢村は人口増加地帯であり、2010年の国勢調査で減少に転じた甲府都市圏に対し、富士吉田都市圏は現在も増え続けている。

## 定義
一般的な都市圏の定義については都市圏を参照。

### 「10% 都市圏」（通勤圏）
- 富士吉田市を中心市とする都市雇用圏（10% 通勤圏）の人口は9万7554人（2010年国勢調査基準）。
- 中心 DID（人口集中地区）人口は2万5899人（2010年）。

都市雇用圏（10% 通勤圏）の変遷
| 自治体 ('80) | 1980年                    | 1990年                    | 1995年                    | 2000年                    | 2005年                    | 2010年                    | 自治体 （現在） |
| ------------ | ------------------------- | ------------------------- | ------------------------- | ------------------------- | ------------------------- | ------------------------- | --------------- |
| 甲府市       | 甲府 都市圏               | 甲府 都市圏               | 甲府 都市圏               | 甲府 都市圏               | 甲府 都市圏               | 甲府 都市圏               | 甲府市          |
| 中道町       | 甲府 都市圏               | 甲府 都市圏               | 甲府 都市圏               | 甲府 都市圏               | 甲府 都市圏               | 甲府 都市圏               | 甲府市          |
| 上九一色村   | -                         | -                         | -                         | -                         | 甲府 都市圏               | 甲府 都市圏               | 甲府市          |
| 上九一色村   | -                         | -                         | -                         | -                         | 富士吉田 都市圏 9万8253人 | 富士吉田 都市圏 9万7554人 | 富士河口湖町    |
| 勝山村       | -                         | -                         | -                         | -                         | 富士吉田 都市圏 9万8253人 | 富士吉田 都市圏 9万7554人 | 富士河口湖町    |
| 足和田村     | -                         | 富士吉田 都市圏 8万9350人 | 富士吉田 都市圏 9万1834人 | -                         | 富士吉田 都市圏 9万8253人 | 富士吉田 都市圏 9万7554人 | 富士河口湖町    |
| 河口湖町     | 富士吉田 都市圏 8万1454人 | 富士吉田 都市圏 8万9350人 | 富士吉田 都市圏 9万1834人 | 富士吉田 都市圏 9万2790人 | 富士吉田 都市圏 9万8253人 | 富士吉田 都市圏 9万7554人 | 富士河口湖町    |
| 富士吉田市   | 富士吉田 都市圏 8万1454人 | 富士吉田 都市圏 8万9350人 | 富士吉田 都市圏 9万1834人 | 富士吉田 都市圏 9万2790人 | 富士吉田 都市圏 9万8253人 | 富士吉田 都市圏 9万7554人 | 富士吉田市      |
| 鳴沢村       | 富士吉田 都市圏 8万1454人 | 富士吉田 都市圏 8万9350人 | 富士吉田 都市圏 9万1834人 | 富士吉田 都市圏 9万2790人 | 富士吉田 都市圏 9万8253人 | 富士吉田 都市圏 9万7554人 | 鳴沢村          |
| 忍野村       | 富士吉田 都市圏 8万1454人 | 富士吉田 都市圏 8万9350人 | 富士吉田 都市圏 9万1834人 | 富士吉田 都市圏 9万2790人 | 富士吉田 都市圏 9万8253人 | 富士吉田 都市圏 9万7554人 | 忍野村          |
| 西桂町       | 富士吉田 都市圏 8万1454人 | 富士吉田 都市圏 8万9350人 | 富士吉田 都市圏 9万1834人 | 富士吉田 都市圏 9万2790人 | 富士吉田 都市圏 9万8253人 | 富士吉田 都市圏 9万7554人 | 西桂町          |
| 山中湖村     | -                         | -                         | -                         | -                         | -                         | 富士吉田 都市圏 9万7554人 | 山中湖村        |

- 2003年11月15日：南都留郡河口湖町、勝山村、足和田村が新設合併して新たに南都留郡富士河口湖町となった。
- 2006年3月1日：中巨摩郡中道町と西八代郡上九一色村のうち、古関・梯地区が甲府市に、上九一色村の残り箇所が南都留郡富士河口湖町に編入された。